# Jean-Baptiste Ninard
Pour les articles homonymes, voir Ninard.
Jean-Baptiste Ninard, né le 11 mars 1824 à Bourganeuf (Creuse) et mort le 7 mai 1886 à Limoges (Haute-Vienne), est un homme politique français.
Avocat à Limoges, il est plusieurs fois bâtonnier. Il est conseiller général, et député de la Haute-Vienne de 1876 à 1880. Il est l'un des 363 qui refusent la confiance au gouvernement de Broglie, le 16 mai 1877. Il est sénateur de la Haute-Vienne, siégeant à gauche, de 1880 à 1886.